# Station Beveren-Leie
Station Beveren-Leie is een voormalig spoorwegstation in Beveren, een deelgemeente van de Belgische stad Waregem. Het lag aan spoorlijn 75, die Gent-Sint-Pieters met de Frans-Belgische grens en verder met de Franse stad Rijsel verbindt. De halte werd in 1966 gesloten voor reizigersverkeer.
Het station lag aan de Leenakkerstraat. Voordat de halte opgeheven was, stond er een houten barak als station, nadien kwam er een stenen stationsgebouwtje, maar toen was de halte al opgeheven. Dit stationsgebouwtje werd in 1980 afgebroken.
0: Gent-Sint-Pieters ·
3,7: Sint-Denijs-Westrem ·
5,0: Hemelrijk ·
6,1: De Pinte ·
9,0: Broekstraat ·
9,8: Deurle ·
12,1: Muizenhol ·
13,1: Beekstraat ·
13,8: Astene ·
15,1: Deinze ·
19,0: Machelen ·
22,0: Olsene ·
24,4: Zulte ·
27,3: Waregem ·
31,8: Desselgem ·
33,9: Beveren-Leie ·
36,1: Harelbeke ·
41,4: Kortrijk ·
42,2: Kortrijk-Vorming ·
43,9: Marke ·
46,5: Lauwe ·
49,8: Aalbeke ·
53,8: Moeskroen